# 国平 (浮世絵師)
国平（くにひら、生没年不詳）とは、江戸時代の大坂の浮世絵師。

## 来歴
丸丈斎国広の門人、大坂の人。国平と称し文化13年（1816年）に役者絵を描いている。

## 作品
- 「奴そうか両面・三代目中村歌右衛門」　大判錦絵　※文化13年3月、大坂角の芝居『其九絵彩四季桜』より。「出代（でがわり）や　男女の　二人前　芝翫」の句あり。なお三代目中村歌右衛門はこの前年、江戸中村座で同じ所作事を演じているが、このとき初代歌川豊国描く「うしろめん」にも、この「出代や」の句が記されている。